# Bućkowszczyzna (rejon oszmiański)
Bućkowszczyzna (biał. Будзькаўшчына; ros. Будьковщина) − wieś na Białorusi, w obwodzie grodzieńskim, w rejonie oszmiańskim, w sielsowiecie Kamienny Łuh.

## Historia
W czasach zaborów wieś i folwark w gminie Polany, w powiecie oszmiańskim, w guberni wileńskiej Imperium Rosyjskiego. W 1866 roku wieś należała do dóbr Ukropiszki. W 1905 roku wieś liczyła 28 mieszkańców, 46 dziesięcin, folwark liczył 6 mieszkańców, 28 dziesięcin, należał do Ważyńskich.
W latach 1921–1945 zaścianek i folwark leżały w Polsce, w województwie wileńskim, w powiecie oszmiańskim, w gminie Polany.
W 1931 zaścianek i folwark w 6 domach zamieszkiwały 32 osoby.
Wierni należeli do parafii rzymskokatolickiej w Murowanej Oszmiance. Miejscowość podlegała pod Sąd Grodzki w Oszmianie i Okręgowy w Wilnie; właściwy urząd pocztowy mieścił się w Murowanej Oszmiance.
Po II wojnie światowej w granicach Związku Sowieckiego. Od 1991 w niepodległej Białorusi.